# SMBCフレンド証券
SMBCフレンド証券株式会社（エスエムビーシーフレンドしょうけん、英称：SMBC Friend Securities Co.,Ltd.）は、かつて存在した、三井住友フィナンシャルグループ(SMFG)傘下の日本の準大手証券会社である。
2018年（平成30年）1月1日にSMBC日興証券に合併して解散した。

## 概要
旧さくら銀行系のさくらフレンド証券と住友グループ及び松下（現パナソニック）グループの証券会社である明光ナショナル証券が合併して誕生した。三井文庫の賛助会社であると同時に住友グループ広報委員会の会員会社であるが、ただ、三井系企業の多くは業界最大手の野村證券（戦前は野村財閥傘下だったが、戦後独立系となった）や極東証券とも親密で、SMBCフレンド証券は住友色が強い。
映画ファンド（北斗の拳）、高齢化社会関連ファンドなどをつくる等先進的な経営を行っている。
2007年（平成19年）より一任勘定取引であるラップ口座（ファンドラップ）の取り扱いを開始した。また、三井住友銀行との提携も強化し、同行で行われている労働時間管理と生活バランスの見直しが行われることとなった。
これまで、SMFGにおける証券事業は、ホールセール業務は大和証券グループ本社との提携によって生まれた大和証券SMBCが手がけ、リテール（小口）業務も大和証券と競合していたため、同社よりも相対的に零細な個人などを主体として営業する位置づけにとどまっていた。それが「フレンド」を冠する社名にも表れていた。しかし、2008年（平成20年）の金融危機を受けて業績が悪化したシティグループが再建の一環で手放した日興コーディアル証券を三井住友フィナンシャルグループが傘下に収め、SMBC日興証券としたことに伴い大和証券グループとの提携を解消した（大和証券SMBCは大和証券グループ本社が完全子会社化し、大和証券キャピタル・マーケッツに変更）。これによって事業統合などを通じてSMBC日興証券との連携も強化された。
2018年1月、SMFGのグループ再編の一環で、SMBC日興証券に吸収合併された。合併に先立つ2016年10月に、SMBC日興証券はSMFG直接の完全子会社となっている。この合併によってシステム統合や店舗の統廃合などで年100億円規模の経費削減効果も見込んでいると報じられている。

## 沿革

### 旧住友銀行系列

#### 明光証券
- 1948年（昭和23年）3月 - 関西の財界有志が中心となって「明光証券株式会社」[6]を設立。
- 1955年（昭和30年）12月 - 朝田証券と合併。
- 1964年（昭和39年）4月 - 丸ヤ証券株式会社と合併し、「明光丸ヤ証券株式会社」に商号を変更。
- 1974年（昭和49年）3月 - 「明光証券株式会社」に商号を戻す。
- 1985年（昭和60年）12月 - 総合証券会社に移行・昇格。
社章は、住友グループの象徴でもある「井桁」の中に筆記体の「m」を入れたものであった。

#### ナショナル証券
- 1948年（昭和23年）5月 - 坂口保雄が「ナショナル証券株式会社」を設立。
- 1978年（昭和53年）10月 - 田林証券株式会社と合併し、「ナショナル田林証券株式会社」に商号を変更。
- 1983年（昭和58年）1月 - 「ナショナル証券株式会社」に商号を変更。
- 1985年（昭和60年）4月 - 総合証券会社に移行・昇格。

#### 明光ナショナル証券
- 1999年（平成11年）4月 - 明光証券株式会社がナショナル証券株式会社を合併して、「明光ナショナル証券株式会社」に商号変更。
社章は、住友グループの象徴である「井桁」の中に「mN」（meikoNatioalの略）を入れたものであった。

#### 泉証券
- 1894年（明治27年）4月 - 山内卯之助商店（後に山卯証券株式会社）を創業。
- 1910年（明治43年） 9月 - 田口重一商店（後に田口証券株式会社）を創業。
- 1966年（昭和41年）3月 - 山卯証券が、近畿証券を合併。
- 1967年（昭和42年） 7月 - 田口証券が、岳麗証券から営業譲受。
- 1974年（昭和49年）4月 - 山卯証券が、「泉証券株式会社」に商号を変更。
- 1982年（昭和57年）10月 - 田口証券が泉証券を合併し、（新）「泉証券株式会社」に商号変更。
- 1987年（昭和62年） 8月 - 総合証券会社に移行・昇格。
- 2004年（平成16年） - SMBCフレンド証券との合併合意に伴い、筆頭株主である住友生命保険が完全子会社化。
社章は、住友グループの象徴である「井桁」の中に「泉」を入れたものであった。

### 旧さくら銀行（三井銀行、太陽神戸銀行含む）系列

#### 山種証券
- 1933年（昭和8年）8月 - 伝説の相場師・山崎種二が「山崎種二商店」の証券部門として創業。
- 1944年（昭和19年）4月 - 山崎證券株式会社に商号変更。
- 1965年（昭和40年）1月 - 山崎證券株式会社が、山崎種二の名前から取った「山種証券株式会社」に商号変更。
- 1973年（昭和48年） 6月 - 総合証券会社に移行・昇格。
  - 山種証券は、ヤマタネグループを形成する会社のひとつであった。同グループの会社は、現在でも米穀・倉庫事業のヤマタネ等がある。

#### 神栄石野証券
- 1933年（昭和8年）11月 - 石野貞雄が「石野貞雄商店」を創業。
- 1937年（昭和12年）12月 - 石野貞雄商店が法人化し、「石野証券株式会社」設立。
- 1938年（昭和13年）4月 - 神栄証券株式会社設立。
- 1945年（昭和20年）12月 - 東京神栄証券株式会社設立。
- 1979年（昭和54年）4月 - 神栄証券、東京神栄証券、石野証券の3社合併により、「神栄石野証券株式会社」に商号変更。
- 1985年（昭和60年） 8月12日 - 代表取締役社長の石野喜一が日本航空123便墜落事故で死亡。
- 1989年（平成元年）5月 - 総合証券会社に移行・昇格。
  - 石野証券→神栄石野証券は、神戸本店の電話番号を英語で歌うCMをサンテレビジョンで放送していた。その電話番号は2014年現在もSMBCフレンド証券神戸支店の番号として残されている[注 1]。1990年代には東ちづるをCMに起用した。

#### さくらフレンド証券
- 2000年（平成12年）4月 - 山種証券を存続会社にして、神栄石野証券を吸収合併して、「さくらフレンド証券株式会社」に商号変更して発足。
社章はさくら銀行と同じものの、下に「FRIEND」の添え字が付けられていた。さくら「フレンド」証券となったのは、当時既に「さくら証券」という証券会社[注 2]が存在していたため。

### SMBCフレンド証券
- 2003年（平成15年）4月1日 - 明光ナショナル証券（存続会社）が、さくらフレンド証券を吸収合併して、「SMBCフレンド証券株式会社」に商号変更して発足。
- 2004年（平成16年）4月1日 - 住友生命保険傘下の泉証券株式会社を吸収合併。
- 2006年（平成18年）4月 - 金融庁から業務改善命令
- 2006年（平成18年）8月28日 - 東証・大証・名証各第1部市場を上場廃止。
- 2006年（平成18年）9月1日 - 株式交換により三井住友フィナンシャルグループの直接の完全子会社になる。
- 2011年（平成23年）1月1日 - 三井住友銀行とのリテール銀証協働事業について会社分割（吸収分割）を行い、日興コーディアル証券（現SMBC日興証券）に吸収させた[7]。
- 2013年（平成25年）4月1日 - 関連会社であるSMBCフレンド事務センターを設立。
- 2018年（平成30年）1月1日 - SMBC日興証券に合併し解散。

## 関連会社
- 株式会社SMBCフレンド調査センター
- 株式会社SMBCフレンド事務センター

→共に2017年吸収合併